# ماريون دي فريس
ماريون دي فريس (بالإنجليزية: Marion De Vries)‏ هو قاضي ومحامي وسياسي أمريكي، ولد في 15 أغسطس 1865 في الولايات المتحدة، وتوفي بنفس المكان في 11 سبتمبر 1939. حزبياً، نشط في الحزب الديمقراطي. وقد انتخب عضو مجلس النواب الأمريكي.